# ليفاديرو
ليفاديرون (Λιβαδερόν) هي مدينة في كوزاني في مقاطعة فوريا إلادا في اليونان.